# Le Bonhomme
Le Bonhomme est une commune française de moyenne montagne située dans la circonscription administrative du Haut-Rhin et, depuis le 1er janvier 2021, dans le territoire de la Collectivité européenne d'Alsace, en région Grand Est.
Cette commune se trouve dans la région historique et culturelle d'Alsace.
Ses habitants sont appelés les Bonhommiens et les Bonhommiennes.

## Géographie

### Localisation

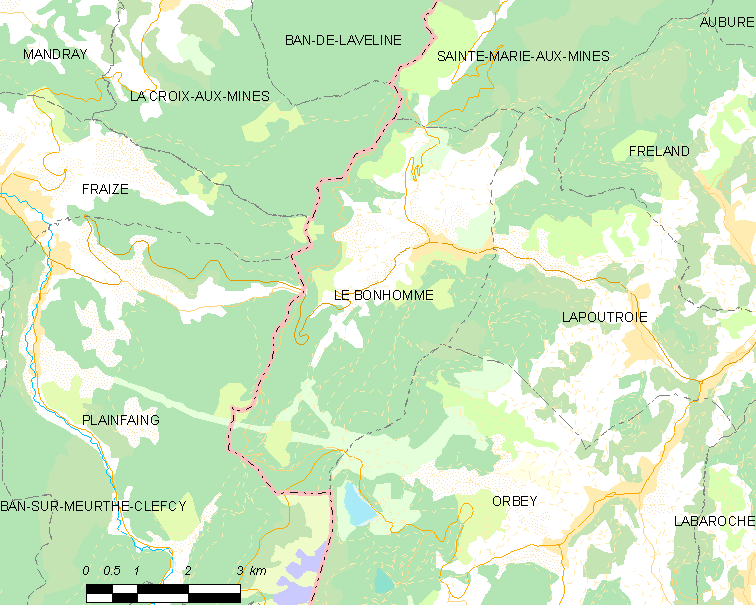
Le Bonhomme et les communes environnantes. Trois des localités limitrophes sont situées dans le département des Vosges, à l'ouest.

La commune est située sur le versant est du massif des Vosges, 6 km en contrebas du col du Bonhomme situé à 949 mètres d'altitude. La commune est un village de montagne situé sur la RD 415 entre Colmar et Saint-Dié. Elle fait partie du canton de Sainte-Marie-aux-Mines et de l'arrondissement de Colmar-Ribeauvillé. La commune occupe la partie haute de la vallée de la Béhine, affluent de la Weiss, 5 km en amont du chef-lieu de canton Lapoutroie. Le Bonhomme est le dernier village du versant alsacien avant de pénétrer dans le département des Vosges. L'étendue du ban du Bonhomme est de 2 212 ha, dont environ 1 200 de forêts.
C'est une des 188 communes du parc naturel régional des Ballons des Vosges.
| La Croix-aux-Mines Vosges | Sainte-Marie-aux-Mines |            |
| Fraize Vosges             | Bonhomme               | Lapoutroie |
| Plainfaing Vosges         |                        | Orbey      |

### Hydrographie
La commune est dans le bassin versant du Rhin au sein du bassin Rhin-Meuse. Elle est drainée par la Béhine, le ru de Fauru et le Bonhomme,,.
La Béhine, d'une longueur de 13 km, prend sa source dans la commune  et se jette  dans la Weiss à Lapoutroie, après avoir traversé deux communes. Les caractéristiques hydrologiques de la Béhine sont données par la station hydrologique située sur la commune de Lapoutroie. Le débit moyen mensuel est de 0,94 m3/s. Le débit moyen journalier maximum est de 13,1 m3/s, atteint lors de la crue du 22 décembre 1991. Le débit instantané maximal est quant à lui de 15 m3/s, atteint le même jour.

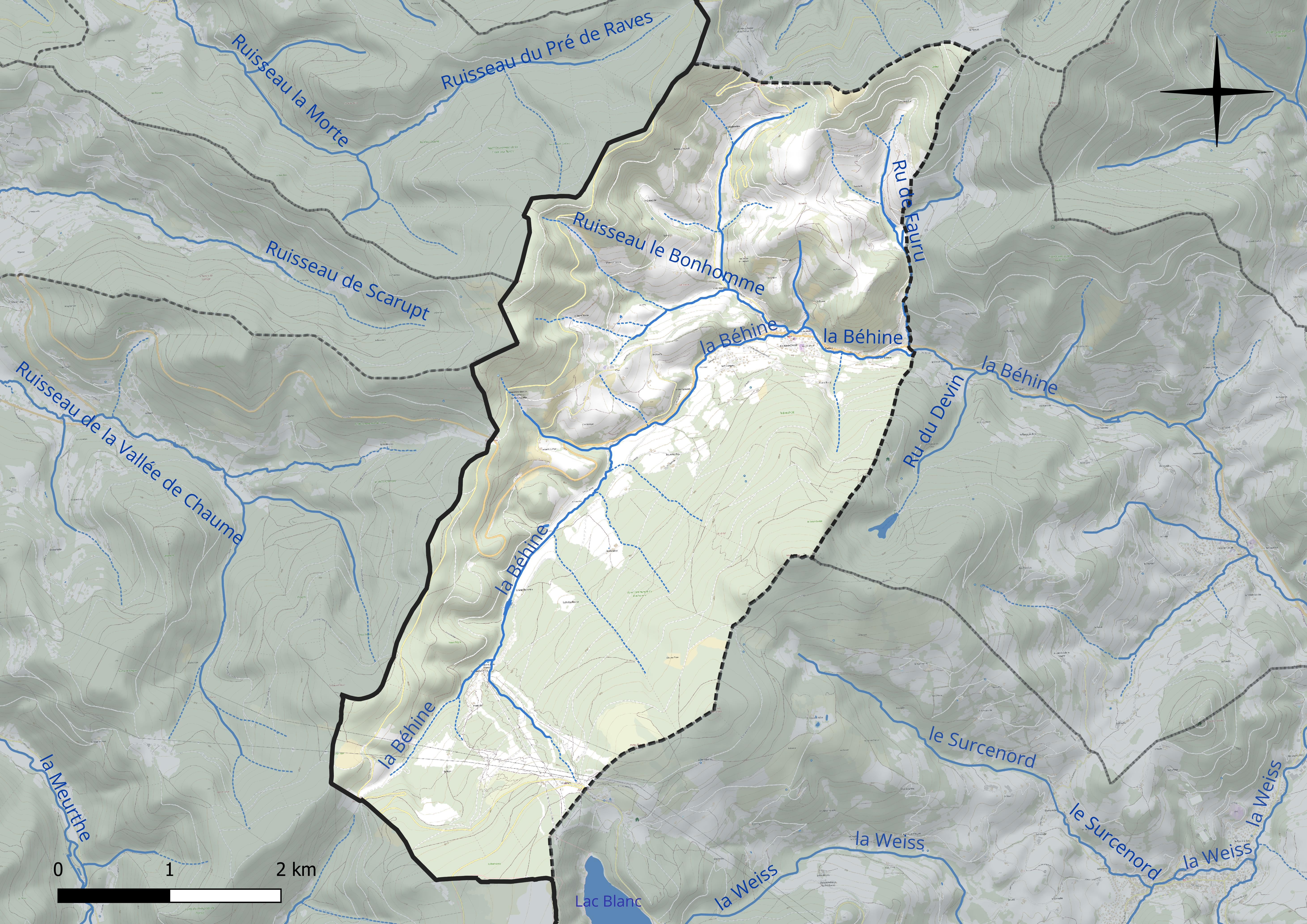
Réseau hydrographique du Bonhomme.

Un plan d'eau complète le réseau hydrographique : l'étang du Vallon (0,4 ha),.

### Climat
Pour des articles plus généraux, voir Climat du Grand Est et Climat du Haut-Rhin.
En 2010, le climat de la commune est de type climat de montagne, selon une étude du Centre national de la recherche scientifique s'appuyant sur une série de données couvrant la période 1971-2000. En 2020, Météo-France publie une typologie des climats de la France métropolitaine dans laquelle la commune est exposée à un climat semi-continental et est dans la région climatique  Vosges, caractérisée par une pluviométrie très élevée (1 500 à 2 000 mm/an) en toutes saisons et un hiver rude (moins de 1 °C). 
Pour la période 1971-2000, la température annuelle moyenne est de 7,7 °C, avec une amplitude thermique annuelle de 16,1 °C. Le cumul annuel moyen de précipitations est de 1 713 mm, avec 12,6 jours de précipitations en janvier et 11,4 jours en juillet. Pour la période 1991-2020, la température moyenne annuelle observée sur la station météorologique de Météo-France la plus proche, « Ste Croix aux Mines », sur la commune de Sainte-Croix-aux-Mines à 13 km à vol d'oiseau, est de 10,8 °C et le cumul annuel moyen de précipitations est de 1 094,4 mm. 
La température maximale relevée sur cette station est de 39,8 °C, atteinte le 4 août 2022 ; la température minimale est de −18,2 °C, atteinte le 20 décembre 2009,,. 
Les paramètres climatiques de la commune ont été estimés pour le milieu du siècle (2041-2070) selon différents scénarios d'émission de gaz à effet de serre à partir des nouvelles projections climatiques de référence DRIAS-2020. Ils sont consultables sur un site dédié publié par Météo-France en novembre 2022.

## Urbanisme

### Typologie
Au 1er janvier 2024, Le Bonhomme est catégorisée commune rurale à habitat dispersé, selon la nouvelle grille communale de densité à sept niveaux définie par l'Insee en 2022.
Elle est située hors unité urbaine. Par ailleurs la commune fait partie de l'aire d'attraction de Colmar, dont elle est une commune de la couronne,. Cette aire, qui regroupe 95 communes, est catégorisée dans les aires de 50 000 à moins de 200 000 habitants,.

### Occupation des sols
L'occupation des sols de la commune, telle qu'elle ressort de la base de données européenne d’occupation biophysique des sols Corine Land Cover (CLC), est marquée par l'importance des forêts et milieux semi-naturels (69,9 % en 2018), en diminution par rapport à 1990 (70,8 %). La répartition détaillée en 2018 est la suivante : forêts (62,3 %), prairies (18,5 %), zones agricoles hétérogènes (9,2 %), milieux à végétation arbustive et/ou herbacée (7,6 %), zones urbanisées (2,4 %). L'évolution de l’occupation des sols de la commune et de ses infrastructures peut être observée sur les différentes représentations cartographiques du territoire : la carte de Cassini (XVIIIe siècle), la carte d'état-major (1820-1866) et les cartes ou photos aériennes de l'IGN pour la période actuelle (1950 à aujourd'hui).

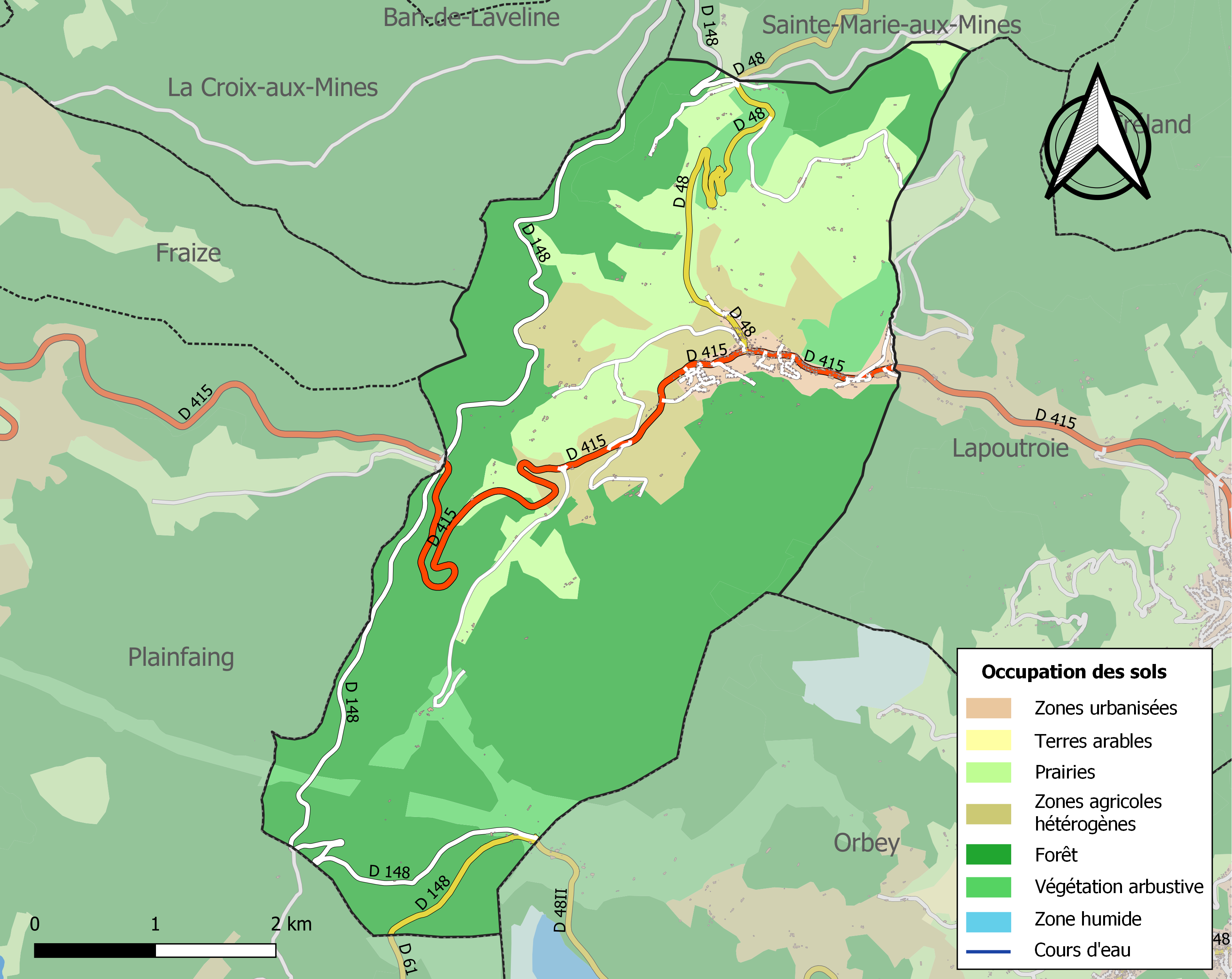
Carte des infrastructures et de l'occupation des sols de la commune en 2018 (CLC).

### Lieux-dits, hameaux et écarts
- Au champ du Maire
- Au Château
- Aux Eaux
- Au rupt de Faurupt
- Au Pateu (Au Trou)

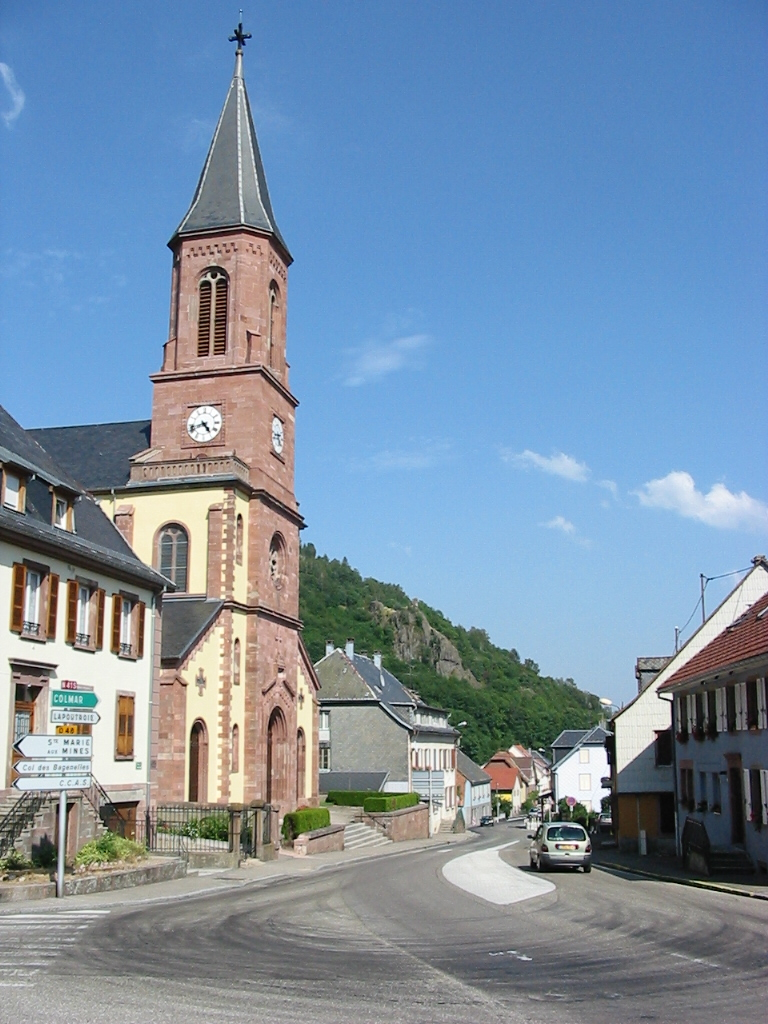
L'église du Bonhomme.

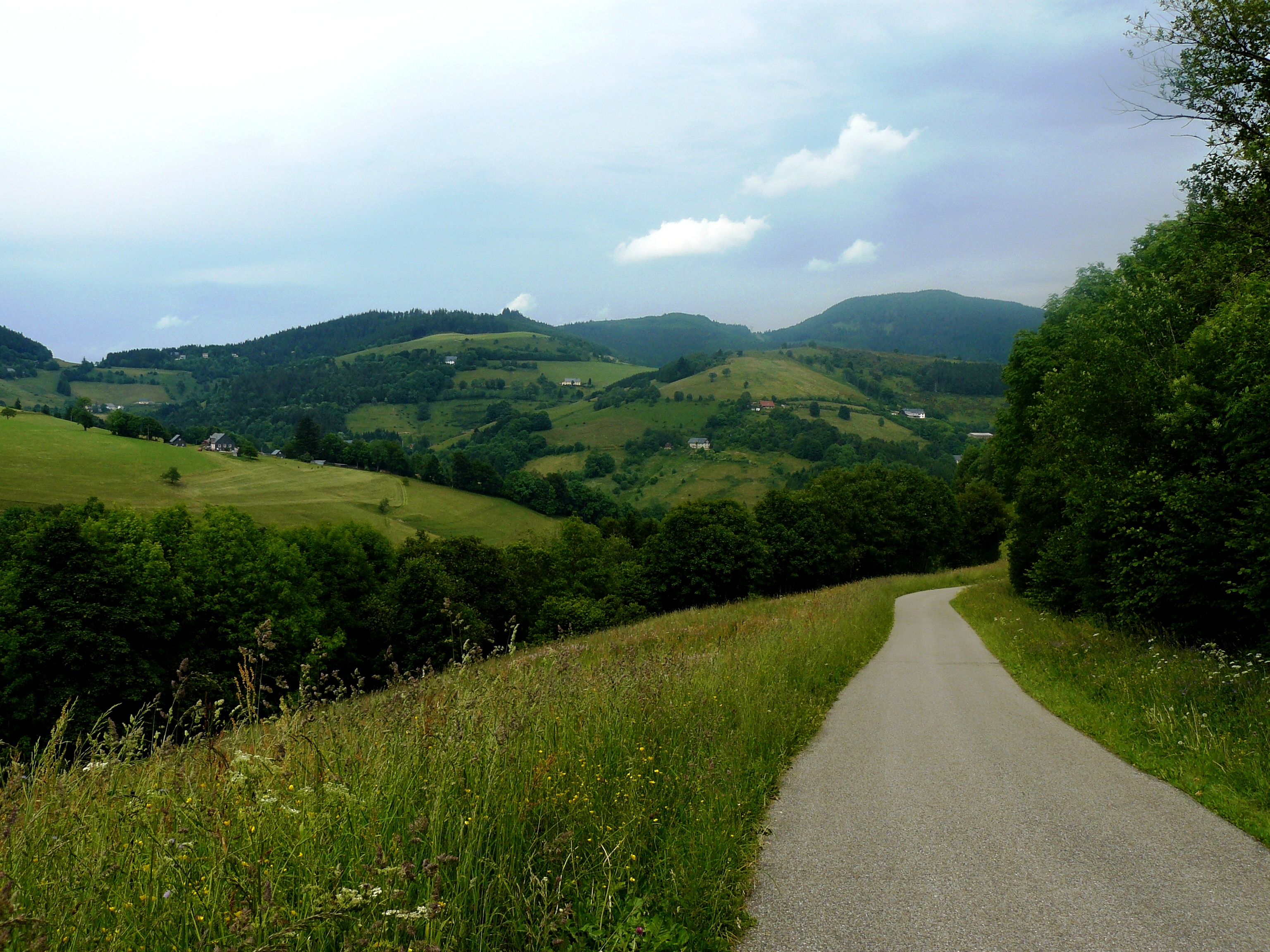
Quelques fermes dispersées sur les collines.

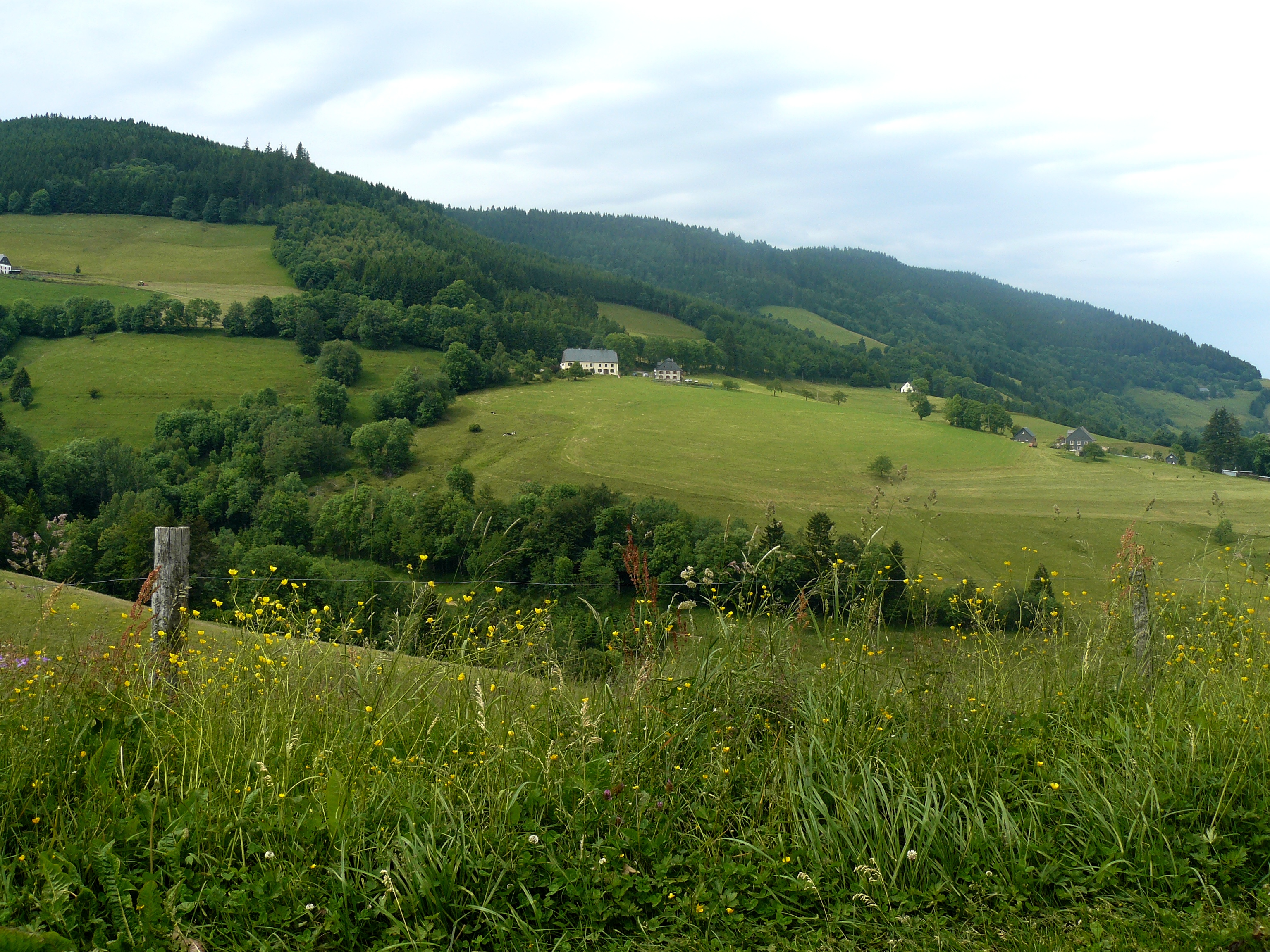
Vue sur quelques fermes disséminées sur les hauteurs.

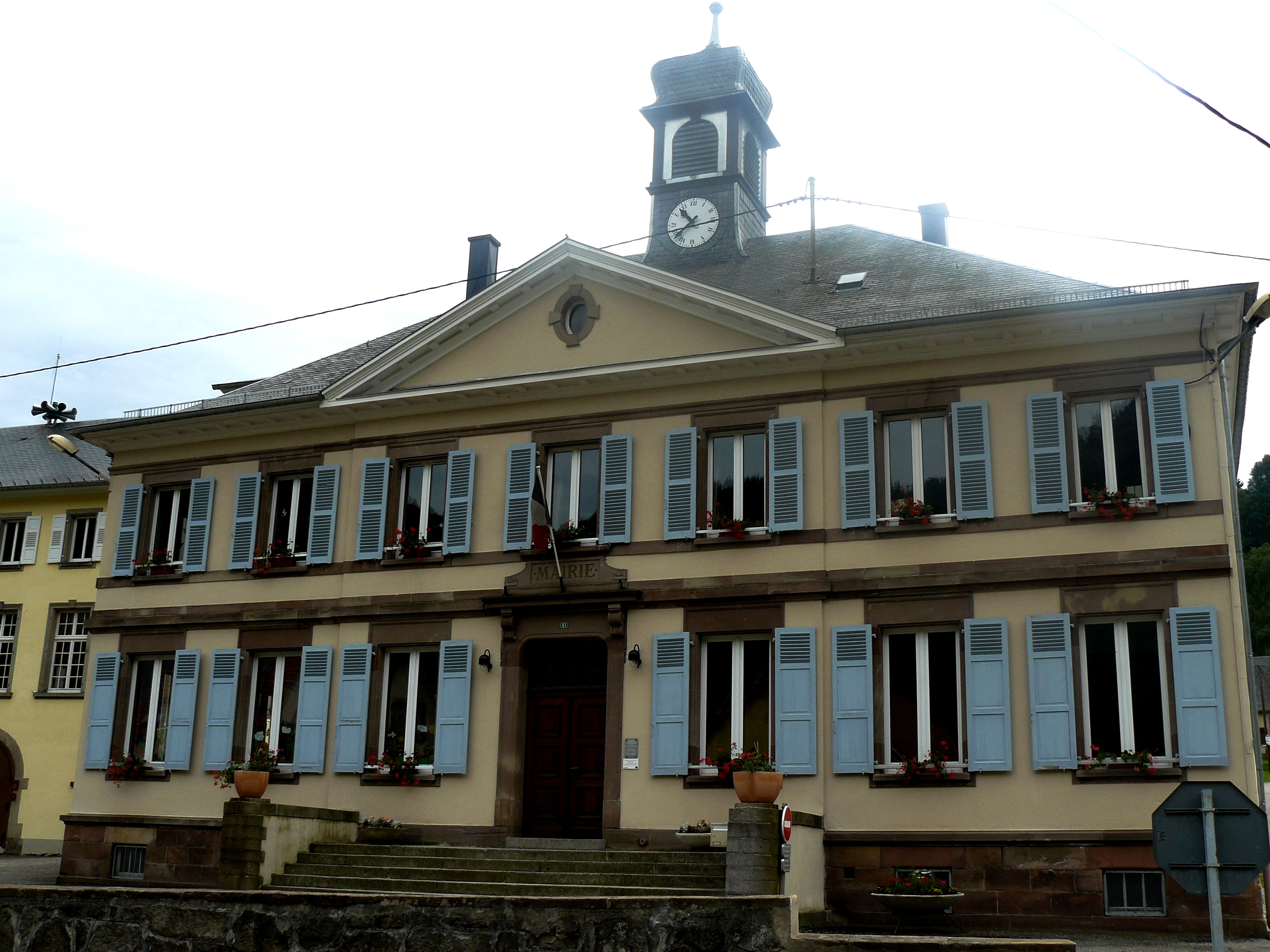
Bâtiment abritant les services de la mairie.

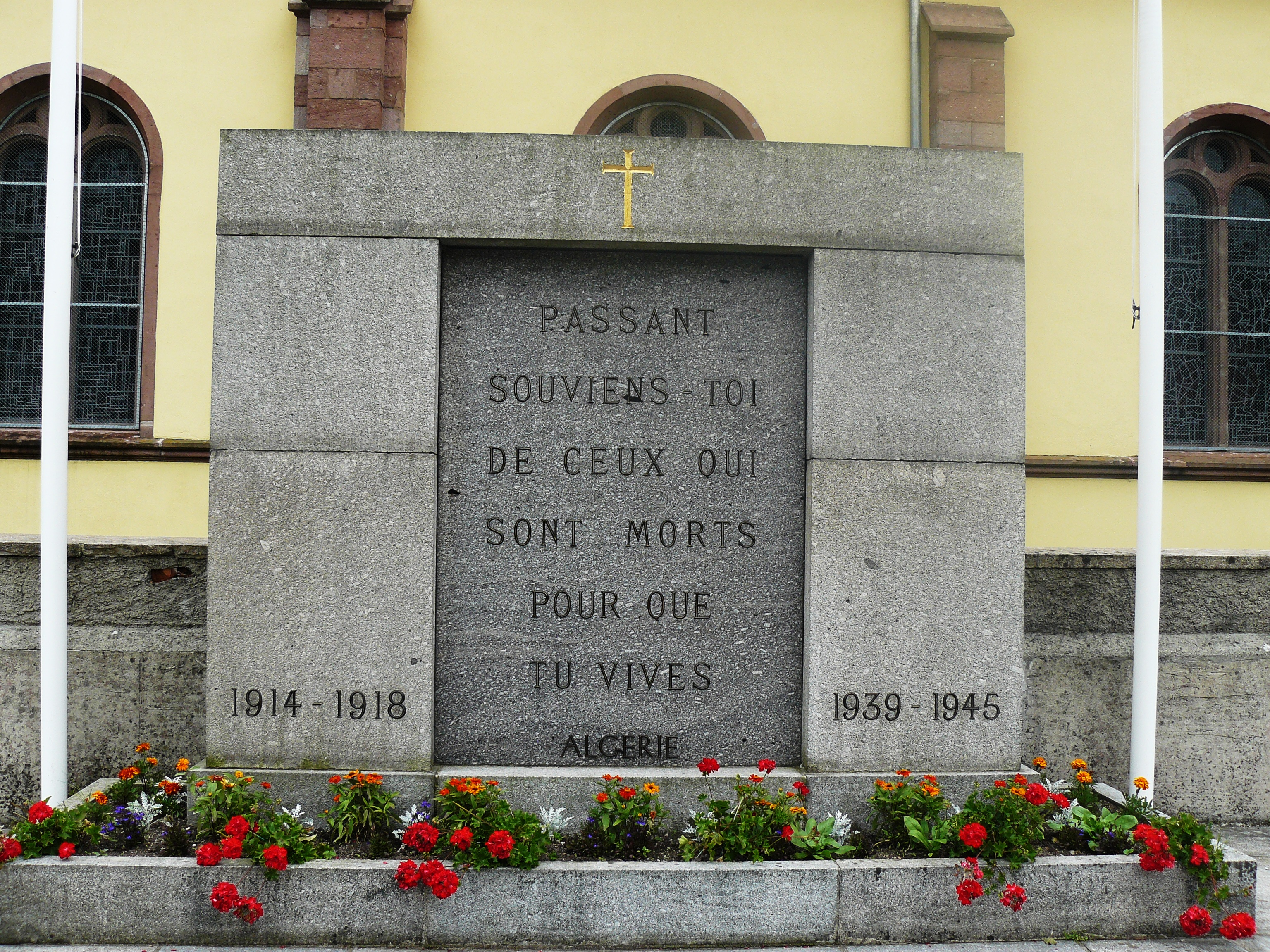
Le monument aux morts.

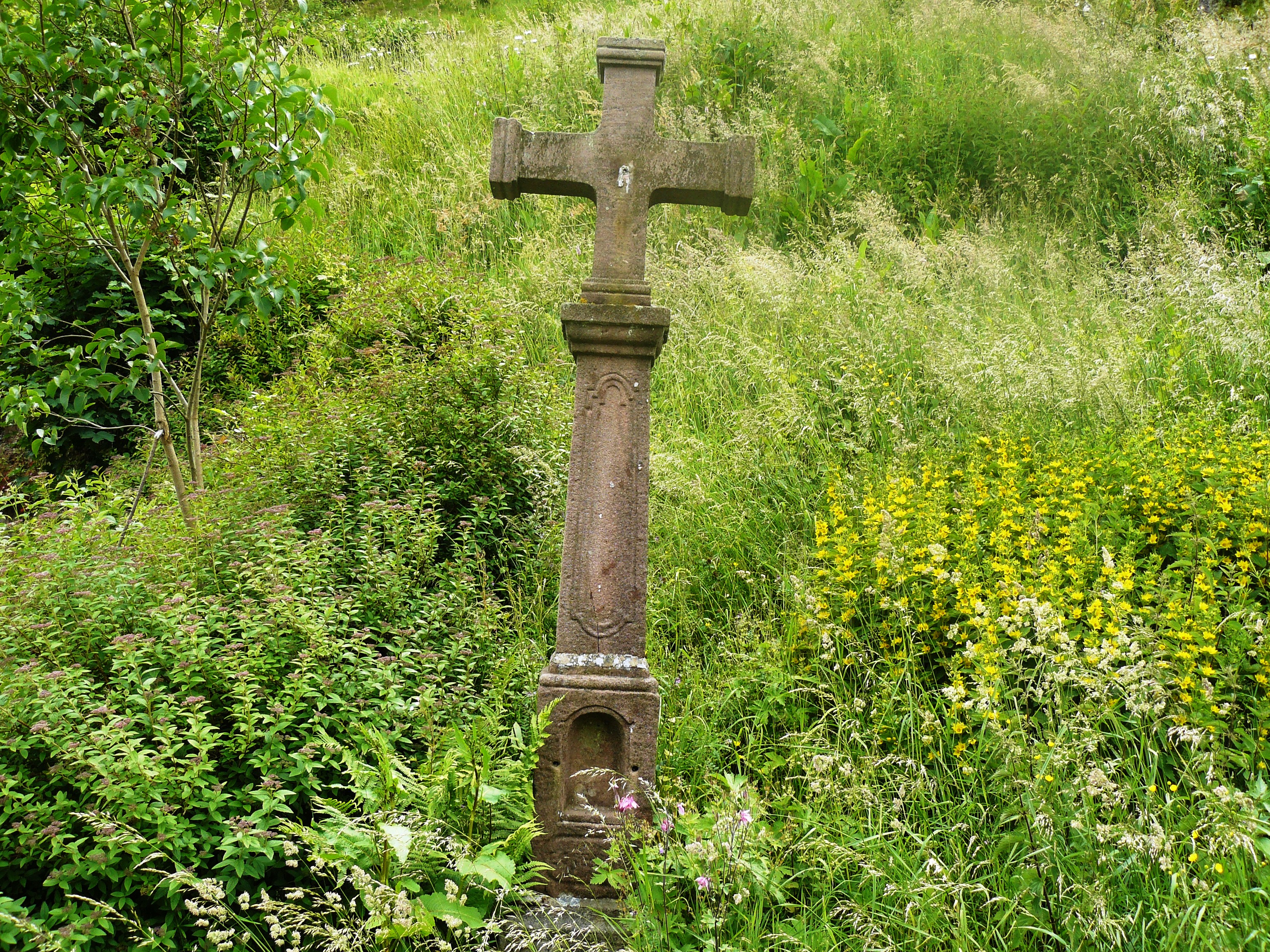
Calvaire sur le circuit de la chapelle Sainte-Claire.

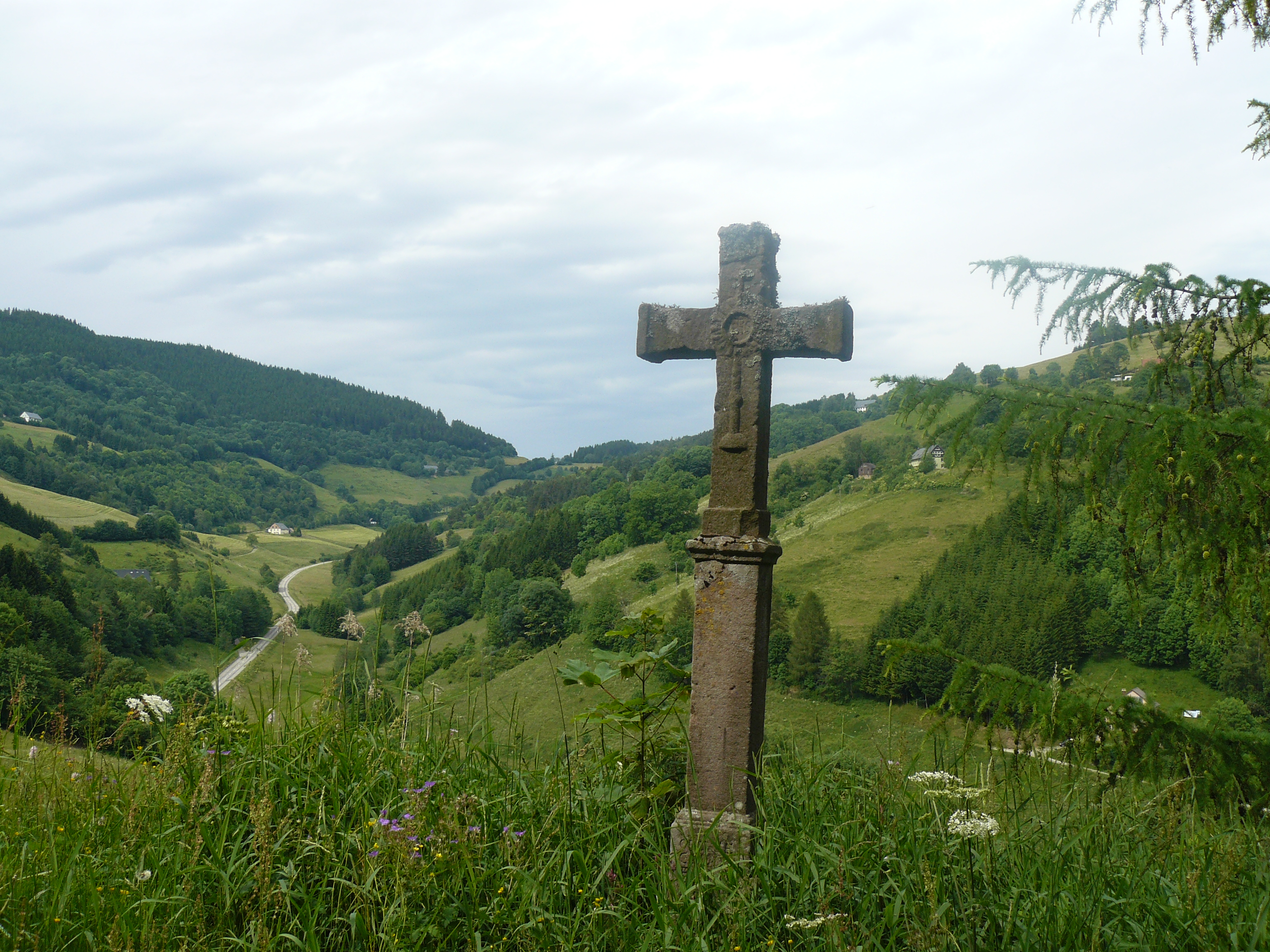
Calvaire sur le circuit de la Chapelle Sainte-Claire, appelée aussi Croix de la Barricade. À l'arrière-plan, le flanc nord qui conduit au col des Bagenelles.

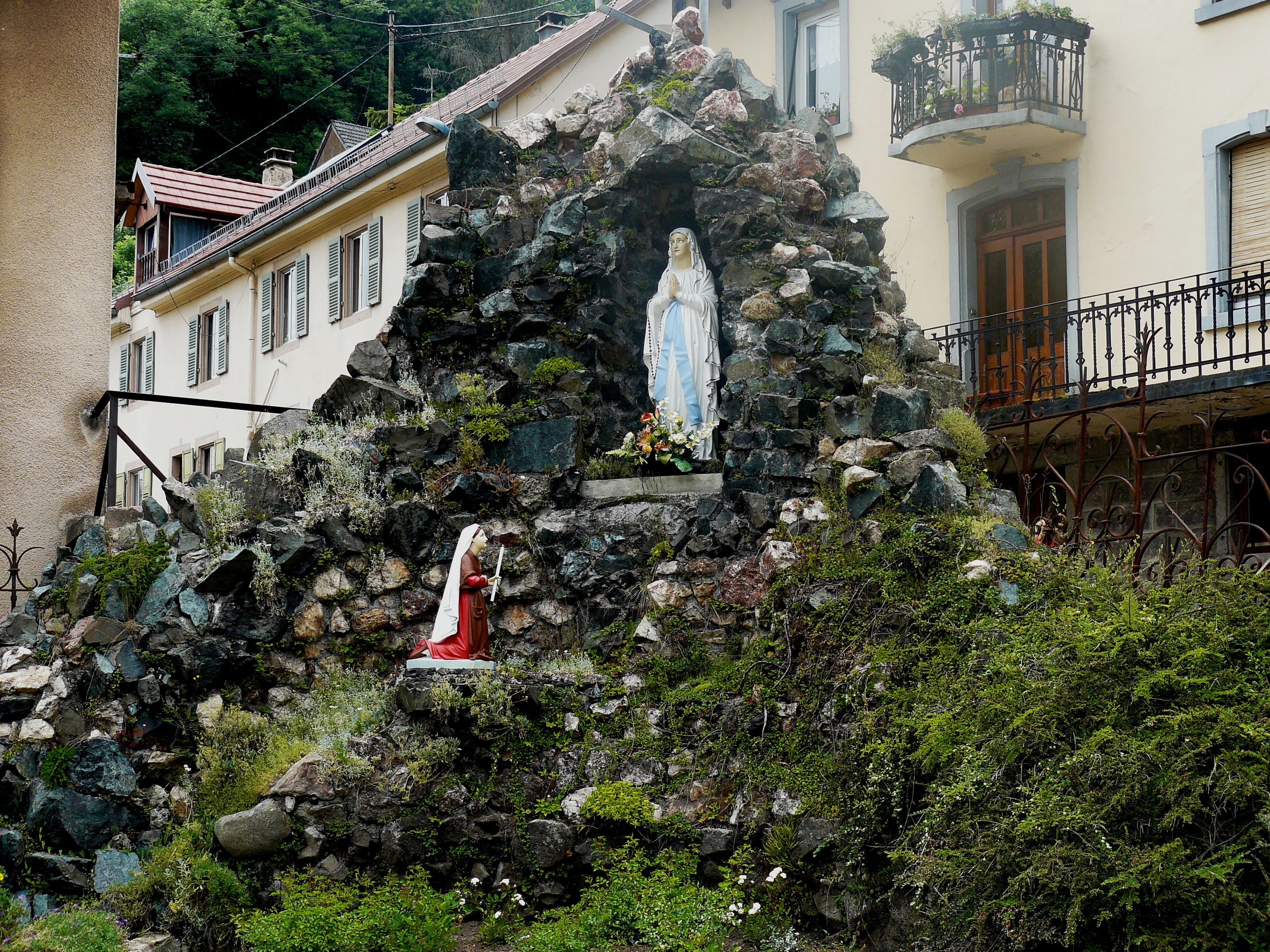
Grotte de Notre-Dame de Lourdes.

- Beauregard  (aussi cité comme Beauséjour)
- Belle Fourrière
- Bois Brûlé
- champ Rieth
- Chèvregoutte
- Chez Bervique
- Chiblin (Le) (mentionné en 1441)
- Faine
- Faurupt (une partie est située à Lapoutroie)
- Ferme Petitcolas
- Graine Béry
- Grands Prés
- Graude (La)
- Haut Pré
- Hopel
- La Barricade
- La Basse
- La Basse de la Chapelle
- La Basse du Haut
- La Chapelle
- La Chaume Jean claude
- La chaume Miclo
- La Chaume Thiriet
- La Goutte au Rupt
- La Grand Basse
- La Grand Ferme
- La Hintergass
- La Hollée
- La Maze
- La Petite Ferme
- La Quioserie
- La Verse
- La Violette
- Le Cerisier
- Le Gazon Quéda
- Le Grand Pré
- Le Hagis de la Graude
- Le Louschbach
- Le Pont de la Violette
- Le Pré Mochoux
- Le Pré Pierrot
- Le Pré Schwob
- Le Pré Simon
- Le Rain Colas Pierre
- Le Rain de la Hollée
- Le Rain des Genièvres
- Le Rain Marcot
- Le Reissberg
- Le Sarrain
- Les Bagenelles
- Les Haies
- Les Immerlings
- Les Pierres Blanches
- Les Tournées
- Petites Gammes
- Petite Montagne
- Poil du Chien
- Poture
- Pres du Col
- Rain de la Verse
- Rain des Fourches
- Renaud Rautsch ou Renaud Roches ou Renoroche
- Rond Gazon
- Rossberg
- Tête des Faux (la)

## Toponymie
Le nom du bourg provient du latin bono homine en référence à un ermite du nom de Saint Déodat, qui a fondé un ermitage sur la commune du Bonhomme, et par la suite celui du monastère de Jointure à Saint-Dié.
- Gothahus ze Judelinshus, 1317 (origine germanique)
- Judelishuss : maison de Judelin. Judelin était peut-être le responsable d'un hospice situé au Bonhomme et en même temps un douanier, 1317
- Pedagium de Bono homine : l'homme bon serait saint Dié (origine latine), 1343
- Paissaige don Boinhomme (origine romane), 1361
- Güdelinshof en 1441
- Domus Judelin : maison de Judelin, 1394
- Judelshausen, 1476
- Le Bonhomme, 1507
- Diedoltzhusen, 1570
- Diedelbus, 1650
- Diedolshausen (en Allemand), 1566
- Le Bonhomme, 1793[20]
- Diedolshausen/Diedolshofen, 1871-1918
  - En lorrain/Welche : Lo Bonam, en alsacien : Bonom.

Le premier nom est celui d'un nom allemand, Judo ou Judelin et n'a aucun rapport avec un nom juif. Le troisième nom rappelle saint Déodat et sa bonté. Dans le dialecte alsacien, la ville de Saint-Dié est mentionnée sous le nom de Sankt Diedel.

## Histoire

### Préhistoire
Le site de la commune du Bonhomme peut, dès la Préhistoire, être considéré comme un lieu de passage, puisque l'objet connu le plus ancien date du Néolithique et consiste en une lame de silex blond à section triangulaire de 110 mm de long, 30 mm de large, 10 mm d'épaisseur au talon pesant 63 g recueillie dans un terrassement sous la ferme dite de La Roche en 1888. Cette lame, tout d'abord dénommée poignard, est ensuite décrite par E. Gerlach plutôt comme un pic destiné à l'extraction de la roche (dite Roche noire du Bonhomme).
En 1879, quatre haches en bronze sont dégagées dans un ravin sous des pierres au lieu-dit Beauséjour sur le terrain de la Veuve Million par le maire G. Thiriet. Le curé Uhrin lui fait part à cette occasion de la récolte précédente au même lieu de 20 haches semblables qui auraient été vendues comme vieux cuivre. De ces quatre haches déposées dans un musée colmarien, deux sont encore visibles au musée Unterlinden.

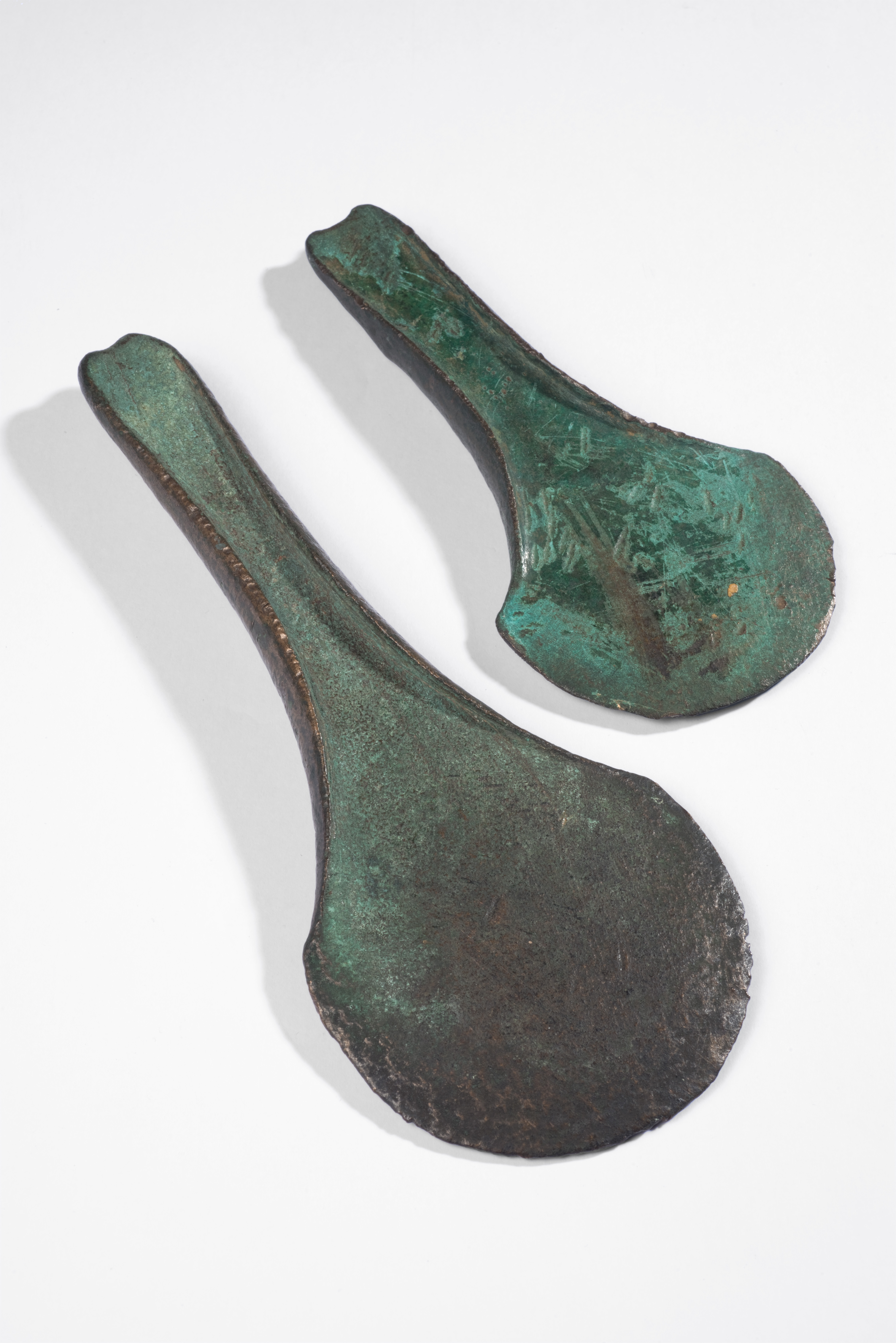
Haches (photo musée Unterlinden).

Ces haches sont de type Langquaid (site éponyme de Bavière) et datées du bronze ancien (entre 1700 et 1600 av. J.C.).

### Antiquité

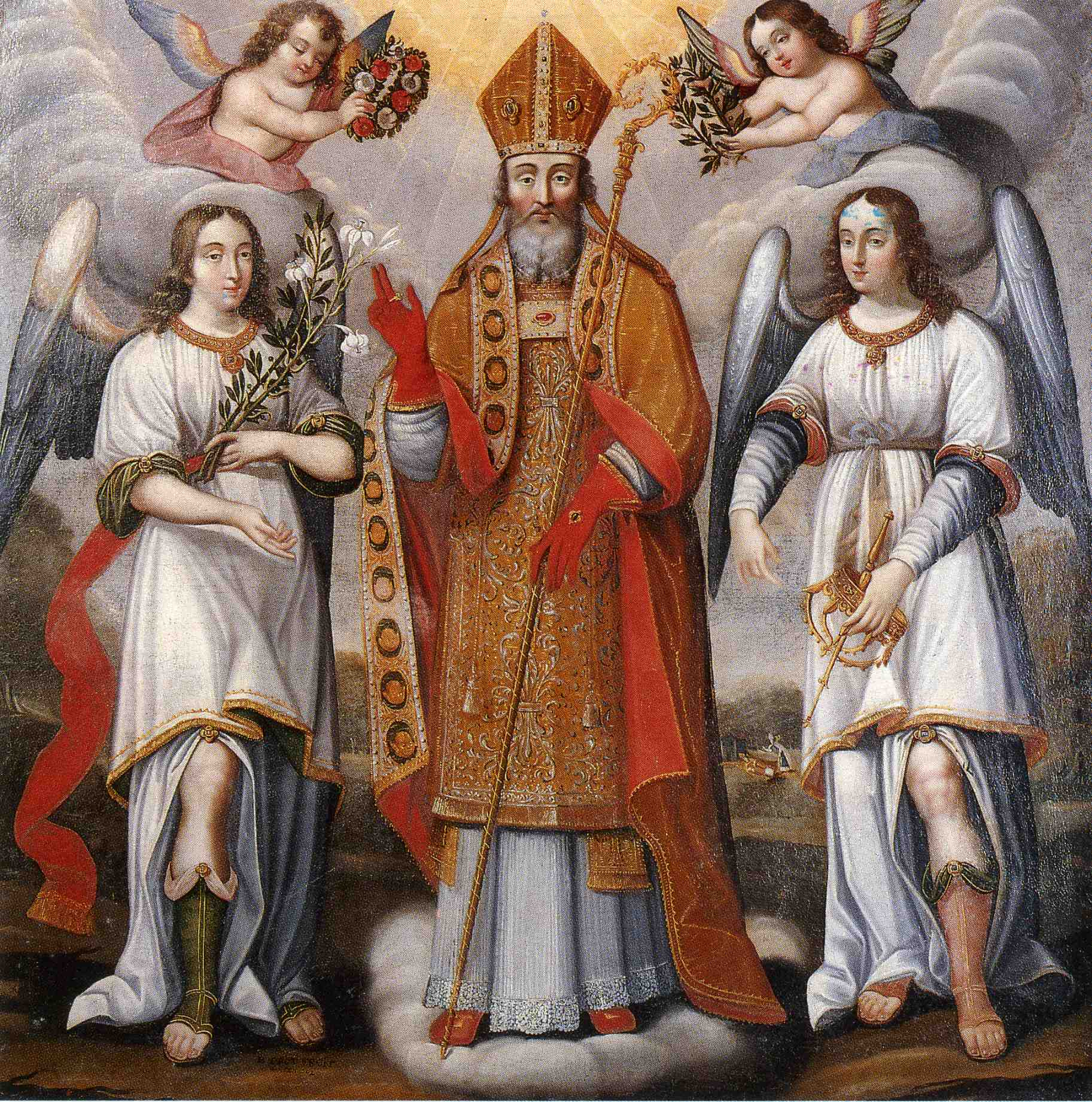
La glorification de saint Déodat
(B. Prot, 1662).

L'endroit était connu des Romains qui y avaient fait passer la via Petrosa. Cette route romaine venait du col du Bonhomme et conduisait au Grand Trait vers le hameau de Ribeaugoutte à Lapoutroie. Ce village doit son nom de Diedolshausen à saint Déodat, un moine réputé pour sa bonté, qui, à ce que l'on croit, s'y était retiré au VIIe siècle avant d'aller dans le val de Galilée, où il bâtit le monastère de Jointure, à l'endroit où existe aujourd'hui la ville de Saint-Dié. Avec le soutien de Childéric II, roi d'Austrasie, il aurait d'abord parcourut les régions d'Ingersheim, de Kientzheim, de Sigolsheim et d'Ammerschwihr où dans ce dernier village il fut fort mal accepté. Il s'arrêta dans un lieu appelé Wilra et y bâtit un ermitage près d'une source. Ce Wilra devait se situer entre Ammerschwihr et Katzenthal car il existe toujours une fontaine à l'endroit appelée « fontaine de saint Dié ». Il se dirigea ensuite vers Hunawihr où les habitants et  le comte Hunon et son épouse Sainte Hune lui offrirent l'hospitalité. Childéric II lui octroya le val de Galilée ainsi que la région de Fraize et Provenchères pour y fonder d'autres cellules monastiques. Avant de se rendre à Saint-Dié, il aurait également fondé un ermitage à Breitenau venant du Chalmont où il aurait rencontré saint Arbogast et saint Colomban et un ermite du nom de Bobolino. Le nom de Bobolinocella est mentionné dans le diplôme de Charlemagne en 774 où il énumère les biens qu'il lègue à Fulrad. À la suite de tous ces déboires, Déodat se dirigea vers le col du Bonhomme où il continuera son chemin jusqu'au val de Galilée et se désaltéra devant plusieurs fontaines qu'il découvrit au cours de son périple. Il s'arrêta ensuite au pied d'une montagne, appelée Kemberg, et se fixa dans une grotte qui attira de nombreux visiteurs. Il fit construire une petite église dédiée à Notre Dame de Galilée où il fut inhumé, puis ses restes transférés par la suite dans la cathédrale de Saint-Dié.

### Apparition du bourg
L'existence du bourg est attestée depuis le XIIe siècle. Il appartient à cette époque aux comtes d'Eguisheim qui le cèdent aux comtes de Ferrette qui à leur tour le cèdent aux seigneurs de Ribeaupierre, puis il devient un fief des Habsbourg. En 1317, les Ribeaupierre font leur apparition et contrôlent le village. En 1329, le village passe en fief à la famille d'Aveline. Il revint en 1441 aux Ribeaupierre qui resteront maîtres de la localité jusqu'aux traités de Westphalie rattachant l'Alsace à la France en 1648.

### La guerre de Trente Ans
Le village est détruit presque entièrement, après avoir été pillé et incendié, lors de la guerre de Trente Ans. Le bourg resta vide pendant plusieurs années.

### Dans la mouvance de la France
Avec le traité de Westphalie en 1648, la commune du Bonhomme est rattachée à la France. Après la guerre de Trente Ans, la commune est repeuplée par des gens venus de l'ouest. L'activité agricole repart, ainsi que l'élevage et la production de fromages. En 1828, le roi de France Charles X venant de Strasbourg s'arrête dans le village. Il est accueilli avec enthousiasme par la population toute ravie de cet évènement extraordinaire.

### L'activité industrielle
Au XIXe siècle, une entreprise de tissage s'implante dans la commune. De 1839 à 1843, une nouvelle route est construite allant jusqu'au col du Bonhomme, laquelle sera reliée ensuite jusqu'à Lapoutroie entre 1843 et 1858 permettant ainsi de désenclaver la vallée.

### L'incendie de 1858
Le bourg est ravagé le 6 juin 1858 par un violent incendie. La plupart des maisons sont détruites. Treize maisons furent entièrement détruites dont les toits étaient couverts de chaume.

### Le Bonhomme devient allemand

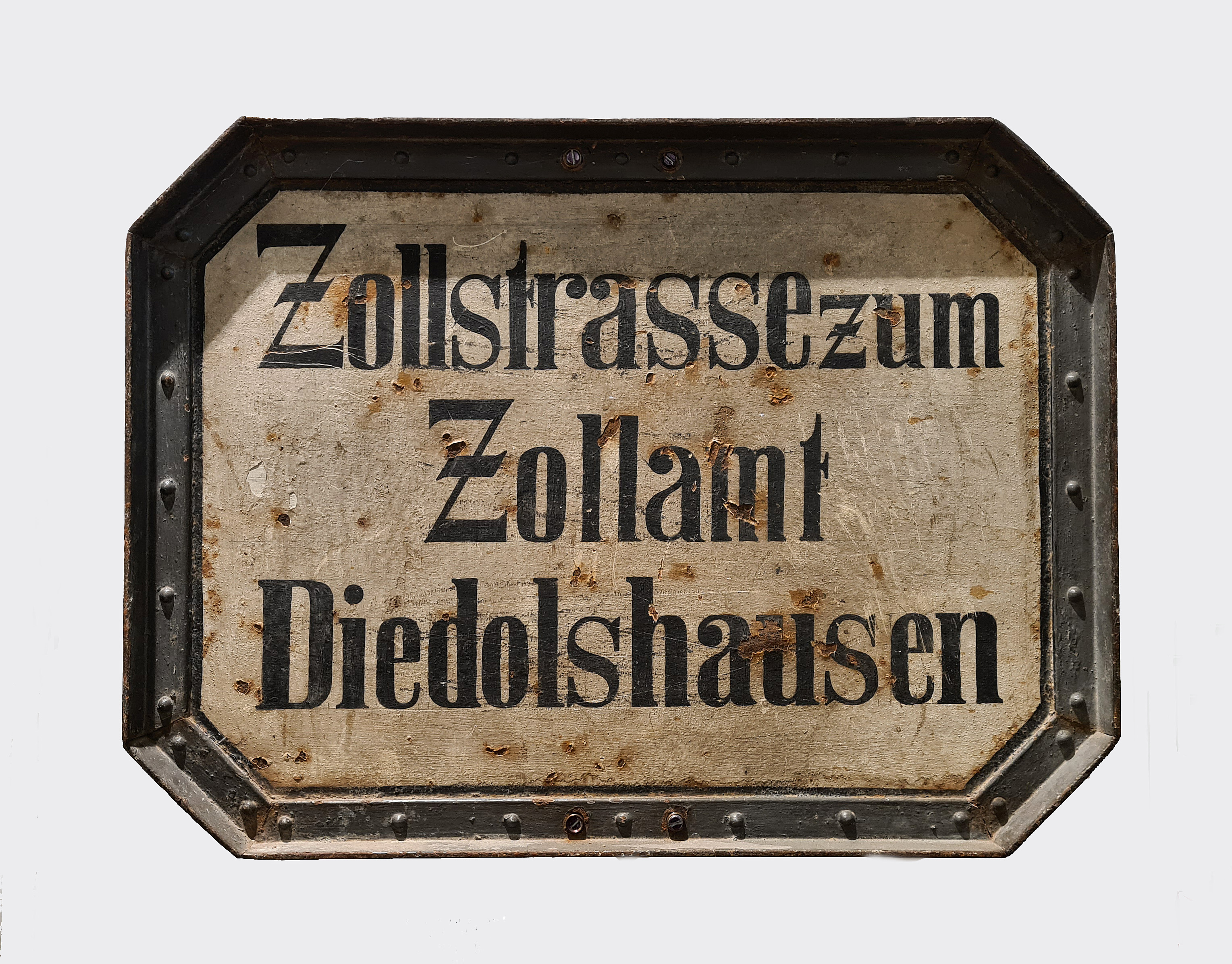
Panneau indicateur de la douane allemande.

En 1871, Le Bonhomme est annexé par l'Allemagne. Le village a deux noms officiels : tout en gardant son nom français Le Bonhomme, son nom allemand est Diedolshausen.

### Première Guerre mondiale
Le village eut à souffrir des bombardements au cours de la Première Guerre mondiale. Des bombardements ont lieu à la Tête-des-Faux dont des obus atteignent le village. Les Allemands firent construire des fortifications, dont un tunnel d'une longueur d'un kilomètre creusé dans la roche, depuis la roche du Corbeau jusqu'au sommet de la Tête des Faux. Le village est occupé dès le 15 août 1914 par les troupes françaises, puis par les troupes allemandes. En 1918, Le Bonhomme redevient français.

### Seconde Guerre mondiale
En juin 1940, la commune est intégrée au Troisième Reich allemand. Au cours des bombardements, plusieurs maisons sont détruites. Les jeunes hommes sont enrôlés de force dans la Wehrmacht. La commune retrouve sa liberté le 10 décembre 1944.

### L'industrie en déclin
Depuis la Première Guerre mondiale, l'industrie et l'agriculture déclinent. Le nombre de fermes (70 encore après 1945) a fortement diminué. Aujourd'hui, il en existe encore une vingtaine. Sur le plan industriel, il existait avant la Première Guerre mondiale une usine de textile qui a été rachetée par les Établissements Marchal de Saint-Dié. L'établissement ayant fermé en 1958, c'est une autre société qui a pris la relève avec l'usine Sinpal (Braeker) en 1961. Le Bonhomme se tourne aujourd'hui progressivement vers la forêt et le tourisme.

### La vie économique
Le Bonhomme s'étend sur 2 212 ha comprenant des forêts et des pâturages. L'économie est celle d'un village de montagne : élevage de bovins, activités agricoles, fromageries, etc. En 1945, la commune comprenait encore 70 fermes ; en 1975, on n'en dénombrait plus qu'une vingtaine. Le Bonhomme compte actuellement deux hôtels-restaurants, cinq restaurants, une ferme auberge, sept gîtes ruraux, six meublés. La commune dispose également de treize pistes de ski se situant sur le domaine skiable de la station du Lac Blanc, permettant de pratiquer le ski de fond et le ski alpin, le tout desservi par huit remontées.

### Le village
Une partie du village est groupée autour de l'église et de la mairie, mais il existe aussi des résidences construites à flanc des collines, à proximité de la montagne. Ces habitations un peu à l'écart du village, s'expliquent du fait que la commune dispose de nombreuses sources d'où jaillissent une eau pure, qui ont favorisé l'habitat dans des endroits reculés de la commune. Depuis quelques années, de nombreuses fermes à l'abandon ou vendues  ont été achetés par des citadins pour y installer des résidences secondaires. Quelques rares habitants du village parlent encore le welche, un patois roman s'apparentant à celui parlé dans les cantons de Lapoutroie-Orbey-Fréland, du Val de Lièpvre et des Vosges, qui remonte à la plus haute antiquité. La population du Bonhomme travaille sur place ou dans les villes plus importantes.

### Les mines
À environ un kilomètre du village, sur la route qui va à Sainte-Marie-aux-Mines, il existait des mines qui ne sont plus en exploitation aujourd'hui. Elles contenaient des filons de pegmatite dans le gneiss. Un peu plus loin, on découvre encore aujourd'hui des filons identiques qui se trouvent à diverses épaisseurs. Sur le chemin du Louchpach, vers la route qui va au col du Bonhomme, il existait des filons de pegmatite de 60 centi., avec du mica blanc et de la tourmaline englobant des fragments de 10 à 15 cent, de gneiss. Il existait au Moyen Âge une mine de fer exploitée en 1476 et 1551 par les Ribeaupierre à Yudelshusen. Guillaume de Ribeaupierre loua sa forge contre une redevance de 7 quintaux de fer pour chaque quintaux produits. Il existait à cet endroit cinq fours et une forge de fer. En 1752, on exploitait aussi au Bonhomme une mine de charbon. Au Faurupt, on aperçoit encore du granit renfermant des cristaux de plusieurs centimètres dans le gneiss. Au début du XXe siècle, des tentatives d'ouverture de mines de charbon et de fer ont échoué.

### Archéologie
Une route romaine traversait le col du Bonhomme jusqu'au Grand Trait vers le hameau de Ribeaugoutte (Lapoutroie). En 1879, dans le ravin du Beau séjour on a trouvé quatre haches de bronze ancien qui se trouvent actuellement au musée de Colmar.

## Politique et administration

### Découpage territorial
La commune du Bonhomme est membre de la communauté de communes de la Vallée de Kaysersberg, un établissement public de coopération intercommunale (EPCI) à fiscalité propre créé le 29 décembre 1995 dont le siège est à Kaysersberg Vignoble. Ce dernier est par ailleurs membre d'autres groupements intercommunaux.
Sur le plan administratif, elle est rattachée à l'arrondissement de Colmar-Ribeauvillé, à la circonscription administrative de l'État du Haut-Rhin, en tant que circonscription administrative de l'État, et à la région Grand Est. 
Sur le plan électoral, elle dépendait jusqu'en 2020 du  canton de Sainte-Marie-aux-Mines pour l'élection des conseillers départementaux au sein du conseil départemental du Haut-Rhin. Depuis le 1er janvier 2021, elle dépend du même canton pour l'élection des conseillers d'Alsace au sein de la collectivité européenne d'Alsace.

### Liste des maires

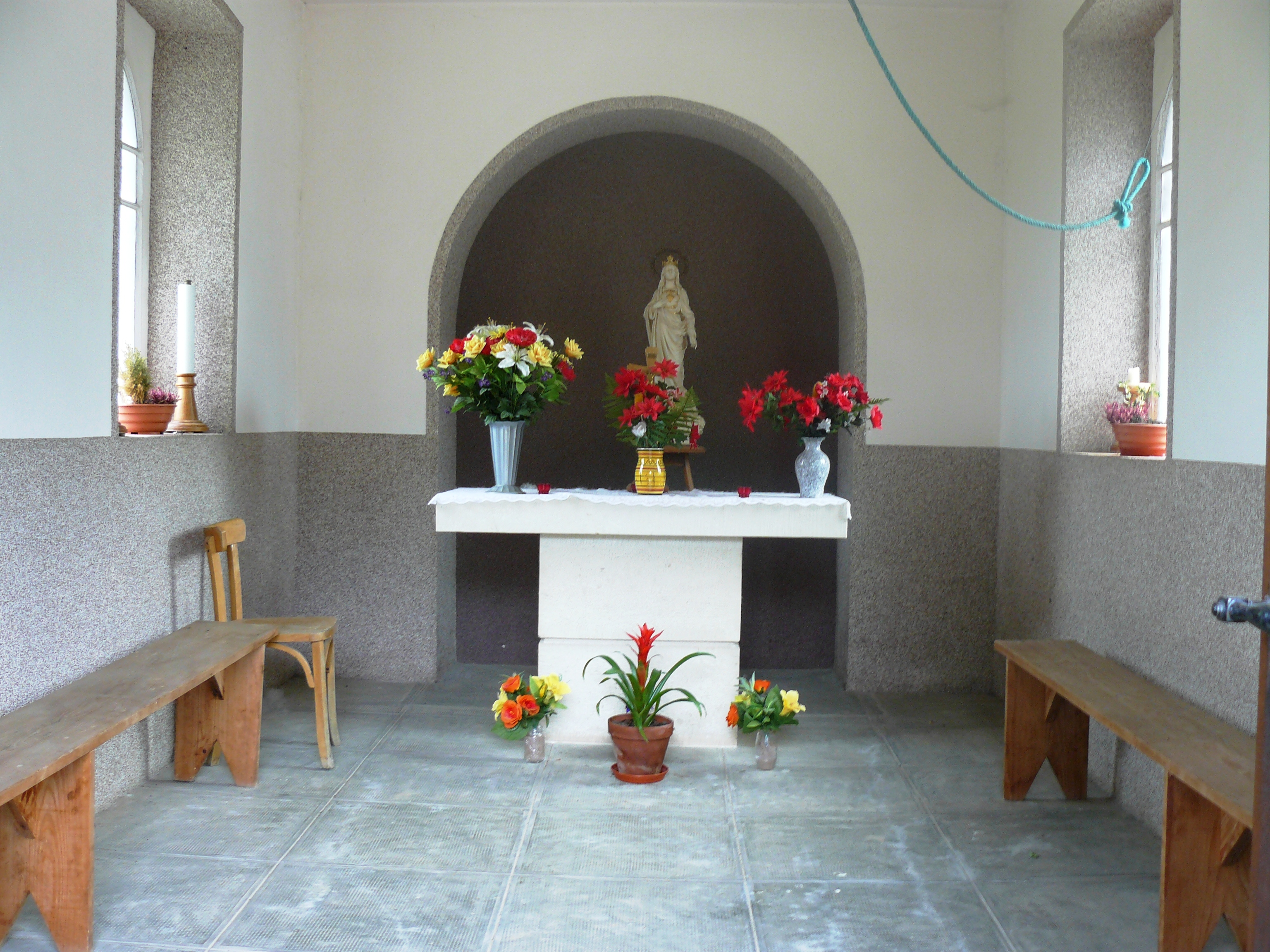
Intérieur de la chapelle Sainte-Claire.

| Période                                  | Période  | Identité                 | Étiquette | Qualité |
| ---------------------------------------- | -------- | ------------------------ | --------- | --- |
| 1989                                     | 2014     | Roger Bleu               |           | Cadre bancaire, né le 24 novembre 1946                                                                                   |
| 2014                                     | 2020     | Jean-François Bottinelli |           | |
| 2020                                     | En cours | Frédéric Perrin          |           | Vice-président de la Communauté de communes de la Vallée de Kaysersberg Photographe auteur culinaire, né le 12 juin 1966 |
| Les données manquantes sont à compléter. |          |                          |           | |

### Finances locales
Cette sous-section présente la situation des finances communales du Bonhomme.
Pour l'exercice 2013, le compte administratif du budget municipal du Bonhomme s'établit à  1 292 000 € en dépenses et 1 418 000 € en recettes :
En 2013, la section de fonctionnement se répartit en 931 000 €  de charges (1 087 € par habitant) pour 1 248 000 € de produits (1 456 € par habitant), soit un solde de 317 000 € (369 € par habitant), :
- le principal pôle de dépenses de fonctionnement est celui des achats et charges externes[Note 7] pour  453 000 € (49 %), soit 529 € par habitant, ratio supérieur de 181 % à la valeur moyenne pour les communes de la même strate (188 € par habitant). Pour la période allant de 2009 à 2013, ce ratio augmente de façon continue de 342 € à 529 € par habitant ;
- la plus grande part des recettes est constituée des impôts locaux[Note 8] pour  190 000 € (15 %), soit 221 € par habitant, ratio inférieur de 22 % à la valeur moyenne pour les communes de la même strate (285 € par habitant). Sur les 5 dernières années, ce ratio augmente de façon continue de 196 € à 221 € par habitant.

Les taux des taxes ci-dessous sont votés par la municipalité du Bonhomme. Ils ont varié de la façon suivante par rapport à 2012 :
- la taxe d'habitation sans variation 9,13 % ;
- la taxe foncière sur le bâti égale 12,86 % ;
- celle sur le non bâti constante 44,88 %.

La section investissement se répartit en emplois et ressources. Pour 2013, les emplois comprennent par ordre d'importance :
- des dépenses d'équipement[Note 10] pour une valeur totale de 298 000 € (83 %), soit 347 € par habitant, ratio voisin de la valeur moyenne de la strate. Sur la période 2009 - 2013, ce ratio fluctue et présente un minimum de 85 € par habitant en 2009 et un maximum de 359 € par habitant en 2012 ;
- des remboursements d'emprunts[Note 11] pour un montant de 63 000 € (17 %), soit 74 € par habitant, ratio supérieur de 19 % à la valeur moyenne pour les communes de la même strate (62 € par habitant).

Les ressources en investissement du Bonhomme se répartissent principalement en :
- fonds de Compensation pour la TVA pour un montant de 28 000 € (16 %), soit 32 € par habitant, ratio inférieur de 14 % à la valeur moyenne pour les communes de la même strate (37 € par habitant). Sur les 5 dernières années, ce ratio fluctue et présente un minimum de 8 € par habitant en 2009 et un maximum de 32 € par habitant en 2013 ;
- subventions reçues pour  27 000 € (16 %), soit 32 € par habitant, ratio inférieur de 60 % à la valeur moyenne pour les communes de la même strate (81 € par habitant).

L'endettement du Bonhomme au 31 décembre 2013 peut s'évaluer à partir de trois critères : l'encours de la dette, l'annuité de la dette et sa capacité de désendettement :
- l'encours de la dette pour un montant de 538 000 €, soit 628 € par habitant, ratio voisin de la valeur moyenne de la strate. Depuis 5 ans, ce ratio diminue de façon continue de 940 € à 628 € par habitant[A2 5] ;
- l'annuité de la dette pour un montant de 73 000 €, soit 85 € par habitant, ratio voisin de la valeur moyenne de la strate. En partant de 2009 et jusqu'à 2013, ce ratio diminue de façon continue de 119 € à 85 € par habitant[A2 5] ;
- la capacité d'autofinancement (CAF) pour une valeur totale de 317 000 €, soit 369 € par habitant, ratio supérieur de 137 % à la valeur moyenne pour les communes de la même strate (156 € par habitant). Sur les 5 dernières années, ce ratio augmente de façon continue de 88 € à 369 € par habitant[A2 6]. La capacité de désendettement est d'environ un an en 2013. Sur une période de 14 années, ce ratio présente un minimum de moins d'un an en 2000 et un maximum élevé d'un montant de 19 années en 2006.

### Jumelages
- Kernilis en Bretagne depuis 1980[31].

## Population et société

### Démographie
L'évolution du nombre d'habitants est connue à travers les recensements de la population effectués dans la commune depuis 1793. Pour les communes de moins de 10 000 habitants, une enquête de recensement portant sur toute la population est réalisée tous les cinq ans, les populations de référence des années intermédiaires étant quant à elles estimées par interpolation ou extrapolation. Pour la commune, le premier recensement exhaustif entrant dans le cadre du nouveau dispositif a été réalisé en 2006.

En 2022, la commune comptait 753 habitants, en évolution de −1,18 % par rapport à 2016 (Haut-Rhin : +0,66 %, France hors Mayotte : +2,11 %).
| 1793  | 1800  | 1806  | 1821  | 1831  | 1836  | 1841  | 1846  | 1851  |
| ----- | ----- | ----- | ----- | ----- | ----- | ----- | ----- | ----- |
| 1 009 | 1 018 | 1 166 | 1 168 | 1 461 | 1 255 | 1 235 | 1 215 | 1 160 |

| 1856  | 1861  | 1866  | 1871  | 1875  | 1880  | 1885  | 1890  | 1895  |
| ----- | ----- | ----- | ----- | ----- | ----- | ----- | ----- | ----- |
| 1 065 | 1 157 | 1 172 | 1 166 | 1 144 | 1 187 | 1 133 | 1 036 | 1 051 |

| 1900  | 1905  | 1910  | 1921 | 1926 | 1931 | 1936 | 1946 | 1954 |
| ----- | ----- | ----- | ---- | ---- | ---- | ---- | ---- | ---- |
| 1 084 | 1 139 | 1 179 | 776  | 833  | 860  | 856  | 804  | 801  |

| 1962 | 1968 | 1975 | 1982 | 1990 | 1999 | 2006 | 2011 | 2016 |
| ---- | ---- | ---- | ---- | ---- | ---- | ---- | ---- | ---- |
| 818  | 850  | 696  | 612  | 607  | 767  | 836  | 813  | 762  |

| 2021 | 2022 | - | - | - | - | - | - | - |
| ---- | ---- | - | - | - | - | - | - | - |
| 749  | 753  | - | - | - | - | - | - | - |

## Culture locale et patrimoine

### Lieux et monuments

#### Église Saint-Nicolas

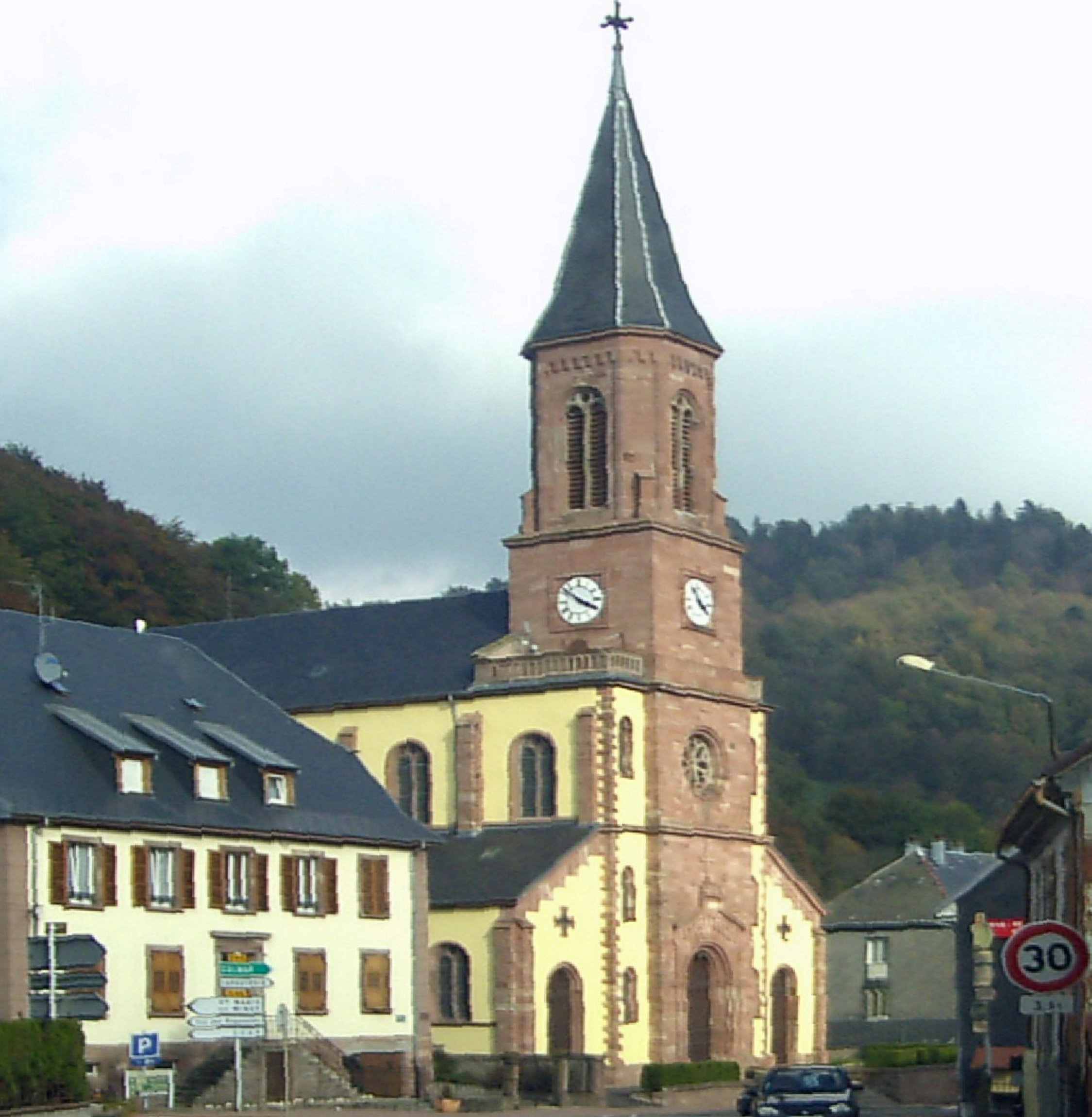
Église Saint-Nicolas, Le Bonhomme.

Une première église est mentionnée depuis 1317. Henri de Ribeaupierre céda l'église et l'hôpital au couvent des Clarisse d'Alspach, mais garda l'avouerie. Elles y nommèrent un prêtre chargé de dire la messe et de s'occuper de la population sur le plan spirituel. La paroisse est rattachée au chapitre rural Ultra Xolles Ottonis de l'évêché de Bâle. Le droit de collation appartenait aux seigneurs de Ribeaupierre, qui y possédaient également la dîme. L'église est de style néo-roman construite une première fois dès le XIVe siècle. Au XVIIe siècle, Le Bonhomme devient une paroisse autonome ; une église placée sous le patronage de saint Nicolas est édifiée. L'église devient trop petite pour accueillir tout le monde. Des travaux sont alors entrepris pour agrandir l'église, qui commencent en 1757 et qui vont prendre une bonne dizaine d'années.
Le 6 juin 1858, l'église est endommagée à la suite d'un incendie provoqué par un pétard lancé en l'air, qui retombe sur une toiture en chaume à proximité de l'église et qui communique le feu à d'autres maisons. La maison prenant feu  est entièrement brûlée, et communique le feu à d'autres maisons d'habitation de la commune. Le centre du village est touché par le sinistre, y compris le presbytère. À la suite de ce gigantesque incendie, le village et l'église sont reconstruits. Cette dernière est reconstruite le 18 juillet 1865, mais subit de nombreuses détériorations pendant les deux guerres mondiales. L'orgue de l'église paroissiale Saint-Nicolas a été reconstruit par Joseph Rinckenbach en 1928,.

#### ChapelleSainte-Claire

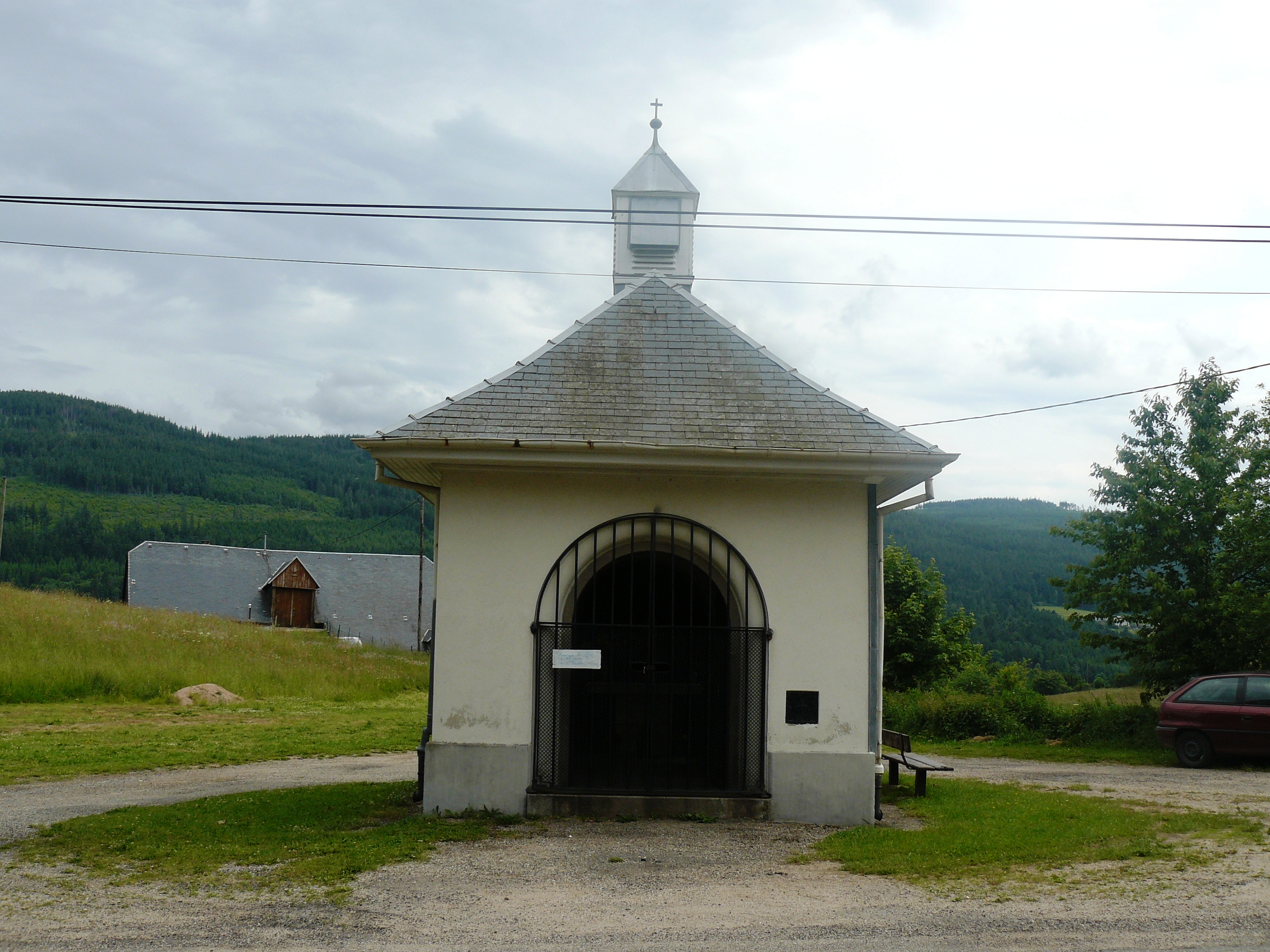
Chapelle Sainte-Claire.

La chapelle Sainte-Claire construite au XVIIIe siècle était édifiée près d'une ferme-auberge servant aux voyageurs traversant les Vosges. Cette chapelle, consacrée à saint Dié, est remplacée en 1788 par un nouvel édifice plus grand et consacré à sainte Claire. Durant la Première Guerre mondiale, cette chapelle est entièrement détruite par les bombardements qui affectent alors la commune du Bonhomme. Une nouvelle chapelle sera ensuite construite. Dans les années 1960, la chapelle sera un lieu de procession, particulièrement pour la fête-Dieu et les Rogations.

#### Château de Judenbourg

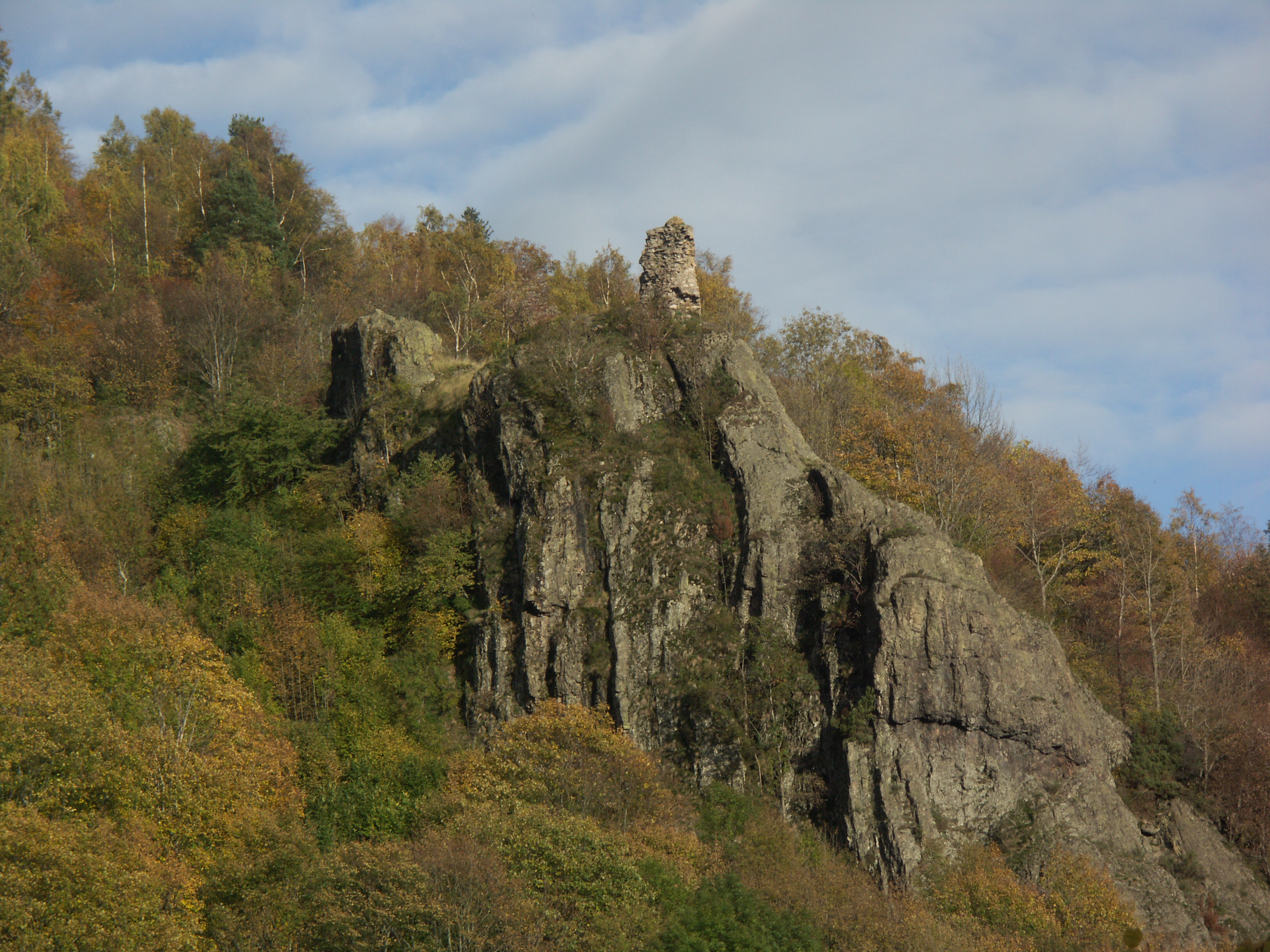
Vue sur les quelques ruines du château de Gutenbourg au Bonhomme : un pan de mur sur un piton rocheux.

Le château de Judenbourg ou Gutenbourg,, situé à 800 mètres d'altitude, sur le flanc nord du village, appartenant au seigneur de Hohnack, Gutenbourg ou Judenbourg, dominait autrefois la route qui conduisait d'Alsace en Lorraine. Il est mentionné dès 1162. Les nobles de Gutenburg sont cités comme vassaux des comtes d'Eguisheim puis de Ferrette jusqu'à la fin du XIIe siècle où il passa à la famille des Ribeaupierre, et aux Habsbourg en 1329 qui le donnent en fief aux Ribeaupierre. Ses occupants surveillent les passages entre l'Alsace et la Lorraine et lèvent un péage.
Les Ribeaupierre le confient en arrière-fief à la famille lorraine d'Aveline de 1329 à 1441. En 1372, la veuve du seigneur d'Aveline cède la moitié du château aux Ribeaupierre et l'autre moitié en 1441. L'emplacement de ce château  occupant un éperon rocheux permettait de surveiller les allées et venues des troupes lorraines qui passaient par le col du Bonhomme. Au début du XVe siècle, le château revient à la famille Ribeaupierre, qui l'abandonne au siècle suivant.
Ce château est aujourd'hui complètement ruiné. En 1551, le seigneur de Hohnack fit construire dans le village des fonderies d'argent dont les minerais proviennent de Sainte-Marie-aux-Mines. Aujourd'hui, il ne reste plus que des ruines de ce château qui a été détruit avant le 17e siècle.

#### Monument aux morts
- Les monuments commémoratifs[40],[41],[42].

#### Calvaires
Le Bonhomme dispose de six croix lorraines dont quatre sont disposées au bord de la vieille route qui conduit au col du Bonhomme. L'une d'elles est située au lieu-dit de la Barricade sur le circuit de la chapelle en allant vers le col. Le long du circuit allant à la chapelle, il existe une autre croix dont on distingue à l'arrière-plan la route qui conduit au col des Bagenelles. Ces deux croix paraissent assez anciennes, peut-être du XVIIIe siècle. Une autre croix est située à proximité du col du Bonhomme, près de l'ancienne maison forestière du général Bataille. Une autre croix vers le col est visible au début de la route qui mène au col des Bagenelles. Selon les informations que nous avons pu recueillir, cette croix se trouvait auparavant à côté de l'église, puis a été déplacée au col des Bagenelles et restaurée en 1961.

#### Tête des Faux (1 219m)
Dans ce ban se déroulèrent pendant la Première Guerre mondiale de violents combats, surtout à partir de 1915. Un tunnel de plus de 1 km avait été creusé par les Allemands depuis la roche du corbeau jusqu'au sommet. On y trouve encore aujourd'hui d'importantes fortifications françaises et allemandes,.

#### Roche Colas-Pierre
Une roche escarpée nommée « Roche Colas-Pierre » existe au Bonhomme. Selon la tradition, c'est de cet endroit qu'en 1814 Colas-Pierre s'est embusqué pour aller canarder les Cosaques qui passaient par la vieille route, qui était à l'époque la seule route qui allait en Lorraine. La roche Colas Pierre située sur le lieu Rain Colas Pierre apparaît dès 1687 dans des actes notariés du Bonhomme.

### Héraldique
| Blason du Bonhomme | Les armes du Bonhomme se blasonnent ainsi : « Mi-parti, au 1er d'or au lion de sable, au 2d d'argent à trois écussons de gueules deux et un, coupé d'azur à la mitre d'évêque d'argent garnie d'or brochant sur une crosse en bande également d'or ». |